# Elephas
Elephas je rod v družini slonov (Elephantidae).
Edini preživeli predstavnik tega roda je ogroženi azijski slon (E.maximus), medtem ko naj bi preostali (domnevno osem vrst), ki pripadajo temu rodu izumrli pred ali v času zadnjih ledenih dob. V rod Elephas spadajo tudi izumrli gigantski slon E.recki in komaj 90cm visoki slon E.falconeri. Vrsta mamutov iz roda Mammuthus je bližnji sorodnik rodu Elephas.

## Povezave
- Mammal Species of the World Sesalci sveta
- Explore the Tree of Life Razišči drevo življenja